# Álvaro de Mendaña
Álvaro de Mendaña de Neira o Neyra (Congosto, 1º ottobre 1542 – Nendo, 18 ottobre 1595) è stato un esploratore, navigatore e cartografo spagnolo.
Era il nipote di Lope García de Castro, viceré del Perù. È famoso soprattutto per i due viaggi di esplorazione che guidò nel Pacifico nel 1567 e nel 1595, alla ricerca della Terra Australis.

## Ricerca della Terra Australis
Lo storico Brett Hilder parlò di "spiriti ardenti in Perù, che ispirarono tre viaggi spagnoli nel Pacifico sud-occidentale nei 40 anni compresi tra il 1565 ed il 1605". Uno di questi spiriti ardenti fu sicuramente il soldato spagnolo Pedro Sarmiento de Gamboa, che giunse in Perù nel 1557. Sarmiento de Gamboa mostrò interesse per le storie Inca riguardanti ori e ricchezze raccolti in terre situate ad occidente. L'idea di Sarmiento riguardo ad una spedizione nel Pacifico fu presentata al governatore Lope García de Castro, il quale approvò essendo convinto, come molti altri spagnoli, dell'esistenza di una grande terra meridionale. Lo storico Miriam Estensen afferma che Castro lo considerava anche un buon metodo per mantenere pace ed ordine. I personaggi più "irrequieti e deleteri" furono incoraggiati ad unirsi alle esplorazioni, rendendo quindi più sicura la colonia. Le lusinghe di possibili ricchezze resero i viaggi molto attraenti per queste persone, spesso appartenenti ai ceti più bassi della società.
Sarmiento de Gamboa fu leggermente amareggiato di non essere stato nominato capitano-generale della spedizione. Il comando fu dato al nipote del governatore Castro, il giovane e relativamente inesperto Álvaro de Mendaña de Neira. Sarmiento fu imbarcato col ruolo di cosmografo. Negli scritti di Sarmiento egli si autodichiara capitano della nave ammiraglia, ed almeno allo stesso livello del pilota e navigatore Hernando Gallego. Mentre l'obbiettivo di Sarmiento erano le ricchezze che si potevano conquistare, la priorità di Mendaña era la conversione dei pagani al cristianesimo. All'interno dei posti di comando si crearono profonde spaccature, perfino prima della partenza.

## Il primo viaggio del 1567-1569
Le due navi, la Los Reyes (nave ammiraglia) da 200 tonnellate e la Todos Santos da 140, salparono da Callao, in Perù, il 20 novembre 1567, con a bordo circa 150 persone tra navigatori, soldati, sacerdoti e schiavi.
Dopo aver avvistato una piccola isola verso metà gennaio (probabilmente Nui nell'odierna Tuvalu), trovarono un importante lembo di terra il 7 febbraio 1568. Gli diedero il nome di Santa Isabel, sbarcandovi per molti giorni. Gli spagnoli vennero subito a contatto con gli abitanti delle Isole Salomone, e i primi rapporti furono cordiali. La spedizione spagnola aveva però bisogno di cibo e acqua fresca, il che portò presto a conflitti, dato che gli abitanti locali non erano in grado di fornire il materiale richiesto. Il motivo del contendere furono soprattutto i maiali, disperatamente necessari per gli spagnoli e vitali per l'economia dei nativi. Le differenze culturali erano amplissime; in un famoso resoconto si parla di spagnoli orripilati dal fatto di vedersi offrire "un quarto di un ragazzo comprensivo di braccio e mano" che gli isolani esortarono Mendaña a mangiare. Gli indiani furono particolarmente offesi del rifiuto degli spagnoli.
Dopo aver costruito un piccolo brigantino furono esplorate le vicine isole di Malaita, Guadalcanal, Makira e Choiseul. I tentativi di barattare il cibo portarono ad alcuni benvenuti amichevoli, incomprensioni, veloci ritirate, riappacificazioni occasionali, furti e violente rappresaglie. Infine, durante una riunione tenutasi tra capitani, piloti, soldati e navigatori il 7 agosto 1568, fu presa la decisione di tornare in Perù. Mendaña avrebbe voluto salpare verso sud, mentre Sarmiento de Gamboa e molti soldati cercarono di convincere gli altri a stabilire una nuova colonia.
Le due navi ripartirono verso nord per poi dirigersi ad est, oltrepassando le isole Marshall e l'isola di Wake, prima di raggiungere la costa messicana alla fine di gennaio del 1569. Si trattò di un viaggio lungo e difficoltoso, in cui molti morirono di scorbuto.

### Risultato del primo viaggio
L'inimicizia tra Mendaña e Sarmiento scoppiò ancora prima che le navi giungessero a Callao nel settembre del 1569. Sarmiento de Gamboa accusò Mendaña, mentre Mendaña fece arrestare Sarmiento. Entrambi sgomitarono per guadagnarsi favori ed importanza, ed i loro racconti del viaggio sono significativamente differenti.
La Grande Terra Meridionale non fu scoperta. Le isole trovate, oggi chiamate isole Salomone, non avevano mostrato che poco oro. Non c'erano spezie, e gli abitanti non erano stati convertiti al cristianesimo.

## Il viaggio del 1595-1596
Una spedizione più grande e costosa fu pianificata all'inizio del 1590, dopo che Mendaña aveva passato anni a chiedere l'appoggio di Madrid e Lima. Quattro navi e 378 uomini, donne e bambini avrebbero dovuto stabilire una colonia sulle isole Salomone. Di nuovo, i comandanti del viaggio avevano "personalità estremamente divergenti". Mendaña era ancora uno di loro, accompagnato dalla moglie Doña Isabel Barreto, dalla sorella e dai tre fratelli di lei. Il capo pilota era un giovane navigatore portoghese di nome Pedro Fernández de Quirós. Un rissoso vecchio soldato, Pedro Merino Manrique, fu scelto come maestro di campo. Manrique provocò liti ancora prima della partenza della flotta.
Le quattro navi, la San Geronimo (la Capitana), la San Isabel (la Almiranta), la piccola fregata Santa Catalina ed il galeone San Felipe lasciarono Callao il 9 aprile 1595. Il morale fu alto il primo mese, e furono celebrati quindici matrimoni. Mendaña fece preparare a Quirós carte che raffiguravano solo il Perù e le isole Salomone.
Il 21 luglio 1595 le navi raggiunsero le isole Marchesi, (che presero il nome dalla moglie del viceré del Perù, García Hurtado de Mendoza, marchese di Cañete) accolti da 400 uomini in canoa. Nonostante gli spagnoli ne ammirassero la "graziosa forma" e la carnagione "quasi bianca", le relazioni divennero subito violente. Quando la spedizione ripartì due settimane dopo, Quirós stimò che 200 isolani erano stati uccisi.
Nonostante le assicurazioni di Mendaña che le Salomone fossero vicine, non furono raggiunte prima dell'8 settembre, e questa volta si trattò dell'isola di Nendo, che essi chiamarono "Santa Cruz". La San Isabel era però scomparsa, e nonostante le ricerche dei due vascelli più piccoli non fu possibile ritrovarla. Sul luogo dell'odierna Graciosa Bay fu fondato un insediamento. Le relazioni con gli isolani e il loro capo Malope iniziarono bene, con la fornitura di cibo e aiuto nella costruzione degli edifici. Il morale spagnolo era però basso, e una malattia (quasi certamente malaria) colpì il gruppo. Manrique fu ucciso per ordine di, e davanti a, Mendaña, e poco dopo il generoso Malope fu ucciso dai soldati. I rapporti peggiorarono velocemente, fino a portare ai soliti episodi di violenza.
Scossi da divisioni interne e da una mortalità sempre crescente, le lotte intestine aumentarono e l'insediamento iniziò a cadere a pezzi. Lo stesso Mendaña morì il 18 ottobre 1595, lasciando la moglie come erede e il governatore, il fratello Lorenzo, come capitano-generale. Il 30 ottobre si decise di abbandonare l'insediamento. Dopo la partenza del 18 novembre 1595, 47 persone morirono nel giro di un mese.
Solitamente si assegna a Pedro Fernández de Quirós il merito di aver condotto la San Geronimo nelle Filippine senza l'aiuto di carte, giungendo a Manila l'11 febbraio 1596. Oltre 50 persone morirono nelle dodici settimane di viaggio da Santa Cruz, in parte a causa del rifiuto di Doña Isabel di condividere con gli altri la propria riserva personale di cibo ed acqua. La fregata (che trasportava il corpo di Mendaña) scomparve durante il viaggio, mentre il galeone San Felipe arrancò fino all'estremità meridionale di Mindanao, molti giorni dopo.

## Conseguenze
Dei 378 uomini che salparono dal Perù, circa in 100 sopravvissero, ma dieci di loro morirono poco dopo l'arrivo a Manila. A Doña Isabel Barreto furono resi gli onori e Quirós fu lodato per il suo servizio ed assolto da ogni responsabilità per le uccisioni di Santa Cruz. Tre mesi dopo Doña Isabel sposò il cugino del governatore. Continuò ad essere agitata per un possibile ritorno alle isole Salomone. Morì nel 1612.
Tornato in Perù nel giugno del 1597, Quirós iniziò la campagna di ritorno alle isole Salomone, guidando gli spagnoli verso la nuova avventura nel 1605. La spedizione fu fallimentare, e le isole rimasero intoccate fino al 1767, quando Philip Carteret avvistò Santa Cruz e Malaita.